# MacGyver
"MacGyver"는 2018년 8월 5일에 발매된 B-Free의 정규 5집이다.
힙합을 모르는 사람에게도 추천할 수 있는, 신나고 느슨한 분위기를 가졌으며, 은근한 유기성이 있다. 앨범은 짧은 편이나, 여러 번 반복 재생해도 심심하지 않다. 2번 트랙인 'Prepare'은 DJ로 유명한 Kingmck이 참여한 하우스 장르 위에 랩을 하여 굉장한 특이성을 보여주고 있다.
현재 'PREPARE'와 'FREQUENCY' 사이에 있던 3번 트랙 'WATER WORLD'가 삭제된 상태이다. 

## 앨범 소개
"MacGyver 2018"

## 평가 및 반응
| 비프리 18년 08월 13일 인스타그램 라이브 中                                                                    |
| --- |
| "이번 앨범은 다 번개송이에요... 그 정도지... 다음 앨범도 지금 작업 중인데 그건 진짜 열심히 해야 될 거 같네요" |

인스타그램 라이브 방송을 통해 해당 앨범은 번개송 모음집이며, 만드는데에 한 달이 걸렸으며 다음에 더 열심히 하겠다고 말하였다.
비프리가 만든 비트도 있지만 CokeJazz, Ian Purp 등의 프로듀서들과 함께 하였으며 정규에도 불구하고 짧은 7트랙 앨범이다. 그런데도 평가는 수작 그 이상. 심지어 피처링도 CokeJazz, KINGMCK, Jeremy Quest 단 셋 뿐인데도 이런 평가를 받을 정도이다. 하지만 비프리는 이 과찬 받는 앨범을 ‘번개송만 모아놓은 앨범’이라며 다음 앨범은 더 열심히 준비하겠다고 인스타그램 라이브에서 말하였다.
리드머 FREE FROM HELL 리뷰에 의해 언급된 적이 있는데, 전작 Free From Seoul 앨범보다 실망스러운 결과물이라고 언급되었다.

## 트랙 리스트
| #            | 제목                                                             | 작사                 | 작곡                        | 편곡  | 재생 시간 |
| ------------ | ---------------------------------------------------------------- | -------------------- | --------------------------- | ----- | --------- |
| 1.           | 〈CITY OF SEOUL〉 (Prod. No name, FREE FROM SEOUL)               | B-Free               | No name, FREE FROM SEOUL    | 3:13  |           |
| 2.           | 〈PREPARE〉 (Prod. KINGMCK, FREE FROM SEOUL)                     | B-Free               | KINGMCK, FREE FROM SEOUL    | 3:42  |           |
| 3.           | 〈WATER WORLD〉 (Prod. MATHIS, FREE FROM SEOUL)                  | B-Free               | MATHIS, FREE FROM SEOUL     | 3:01  |           |
| 4.           | 〈FREQUENCY〉 (Prod. Ian Purp)                                   | B-Free               | Ian Purp                    | 3:00  |           |
| 5.           | 〈MacGyver〉 (Feat. CokeJazz (Prod. CokeJazz, Futuristic Swaver) | B-Free               | CokeJazz, Futuristic Swaver | 2:51  |           |
| 6.           | 〈GONE WITH THE WIND〉 (feat. JEREMY QUE$T (Prod. Ian Purp))     | B-Free, JEREMY QUE$T | Ian Purp                    | 2:47  |           |
| 7.           | 〈RIDING〉 (Feat. CokeJazz (Prod. FREE FROM SEOUL))              | B-Free               | FREE FROM SEOUL             | 3:02  |           |
| 총 재생 시간 | 총 재생 시간                                                     | 총 재생 시간         | 총 재생 시간                | 21:36 |           |

## 여담
- 18년 08월 10일 애프터클럽 라디오에서 'Hot Summer'의 뮤비를 감독해준 남산필름의 사장이 자신의 친구인데, 그 친구의 작업실 지하가 막 비어있어 그곳에서 이 앨범을 작업을 했다고 한다. UNEDUCATED KID가 2020년 2월에 뉴웨이브 사무실 물맛이 좋다는 인스타그램 영상을 올린 적이 있는데 사실 이곳을 찾아보면 서울 특별시 용산구 비디오 스튜디오이며, 해당 친구는 스튜디오의 선생님으로 활동하고 있는데, 인스타그램 영상을 끝에서 뒤에 스튜디오가 보이는 것으로 보아 음악실 공간과 스튜디오 공간이 확연히 나뉘어져 있는 듯하다. 서로 겸용으로 사용한 듯 하다.
- 자신이 만든 여러 실험들의 기록 앨범이라고 말했다.[1]
- 피지컬 앨범은 인스타그램 DM과 당시의 공연장에서만 100개 한정으로 판매했었으며 가격은 배송비 포함 18000원이다. CD가 아닌 USB 형태로 되어 있으며 앞면은 앨범아트, 뒷면은 콘서트 포스터로 디자인됐다. 2022년 05월 재발매를 하였다.[2] USB 피지컬 앨범에는 전에 발매한 내용물과 같으며, 내용물은 기존 앨범 수록곡인 7곡 외에도 PREPARE의 KINGMCK 리믹스와 AdhdKid 리믹스가 수록되어 있으며, 싱글로 발매되었거나 사운드클라우드를 통해 공개한 Wild Wild West, Won Up, 전설의 고향도 수록되어 있다. 이후 22년 재발매 때 주문량 초과로 인해 추가 입고가 되어 재판매하였는데, 추가로 들어온 버전은 USB의 용량이 4GB로 늘어났으며, 더욱 고화질이 되었다.